# Stenus pallitarsis
Stenus pallitarsis es una especie de escarabajo del género Stenus, familia Staphylinidae. Fue descrita científicamente por Stephens en 1833.
Habita en Reino Unido, Suecia, Finlandia, Austria, Estonia, Países Bajos, Alemania, Noruega, Grecia, Francia, Irlanda, Ucrania, Luxemburgo, Italia, Bélgica, Dinamarca, Croacia y Liechtenstein.